# Batalha de La Rochelle (1419)
A Batalha naval de La Rochelle de 1419 foi uma batalha entre uma frota castelhana e uma frota flamenga-hanseática aliada. A vitória castelhana resultou em sua supremacia naval no Golfo da Biscaia. mas também levou a um conflito prolongado com a Flandres e a Liga Hanseática, que terminou em 1443 com mais concessões comerciais a Castela. A batalha foi notável pelo uso de armas pela frota castelhana.